# Estación Guaminí
Guaminí es una estación ferroviaria, ubicada en la ciudad homónima, partido homónimo, Provincia de Buenos Aires, Argentina.
Pertenece al Ferrocarril General Roca de la Red ferroviaria argentina, en el ramal que une la estación Empalme Lobos y Carhué.

## Servicios
No presta servicios de pasajeros desde la década de 1990. Sus vías están concesionadas a la empresa de cargas Ferroexpreso Pampeano, sin embargo, éstas se encuentran abandonadas y sin uso.